# 보잉 XB-15
보잉 XB-15(Boeing XB-15, Boeing 294)는 보잉 사가 미국 육군 항공대(United States Army Air Corps, 약칭 USAAC) 용으로 개발한 대형 폭격기이다. 8,000 km 거리를 커버하는 중폭격기 제작이 가능한 지 알아보기 위해 제작한 기종이다. 1937년부터 시작하여 1년동안, XBLR-1로 지정되었다. 1937년에 처음으로 비행했을 때, 그것은 그때까지 미국에서 만들어진 가장 거대하고, 덩치가 큰 항공기였다. 1939년 7월 30일에 14,154kg의 탑재물을 2,500m 고도로 운반하는 것을 포함하여 육상항공기에 대한 수 많은 적재고도 기록을 수립했다.

## 개요
XB-15는 1933년에 미국 육군 항공사령부(USAAC)가 구상한 ‘Project-A’에 의해 개발되었다. 이것은 5000마일(약 8000km) 비행이 가능한 장거리 전략폭격기의 실용화를 검토하기 위한 것이며, 처음에는 ‘XBLR-1’(LR은 long range의 약자)라고 호칭되었다.
보잉은 ‘model294’의 코드명으로 1934년부터 개발을 시작하여 프로토타입 1대가 생산되어 다양한 시험이 기체에 이루어졌다. 당초 목표인 5000마일의 비행은 기술적인 문제로 인해 며칠에 나누어 실시되었다.
대형 기내에 탑승들이 휴식을 취할 수 있도록 침대 등 구획이 장착되어 있으며, 날개도 두툼하기 때문에 내부 복도 비행 중에 엔진의 정비, 수리도 가능했다.
그러나 대형 고중량의 기체에도 불구하고 큰 마력의 엔진이 실용화되지 않았기 때문에 당초 목표로 하고 있던 속도를 달성하지 못하고 결국 제식 채용되지 않고 양산도 이루어지지 않았다.
그러나 이 기체에 의해 자동 조종 시스템과 날개의 제빙 장치와 보조동력 시스템이 실용화되어 있으며, 그들은 B-17을 비롯해 이것은 이후에 개발된 미국의 항공기에 장착되도록 되었다.
1기만 제작된 시제품은 무장을 철거하는 등 개조를 하여 수송기를 만들어, XC-105로 개칭되었다.
또한, 보잉 항공사의 장거리 여객 비행정의 요구에 대응하여, XB-15의 기체 구조 설계를 유용하여 보잉 314 비행정을 생산했다.

## 제원
- 승무원 : 10명
- 길이 : 32.6m
- 전폭 : 45.5m
- 전고 : 5.5m
- 자중 : 30,001kg
- 엔진 : 휘트니 R-1830-11 왕복 14기통 성형 엔진 4기 (850 마력 x4)
- 최대 속도 : 346km/h
- 항속 거리 : 8,250km
- 무장 : 12.7mm 기관총 2문, 7.62mm 기관총 4문, 폭탄 5,400Kg

## 같이 보기
- 보잉 B-17 플라잉 포트리스
- 나카지마 G5N 신잔